# Львівська архідієцезія

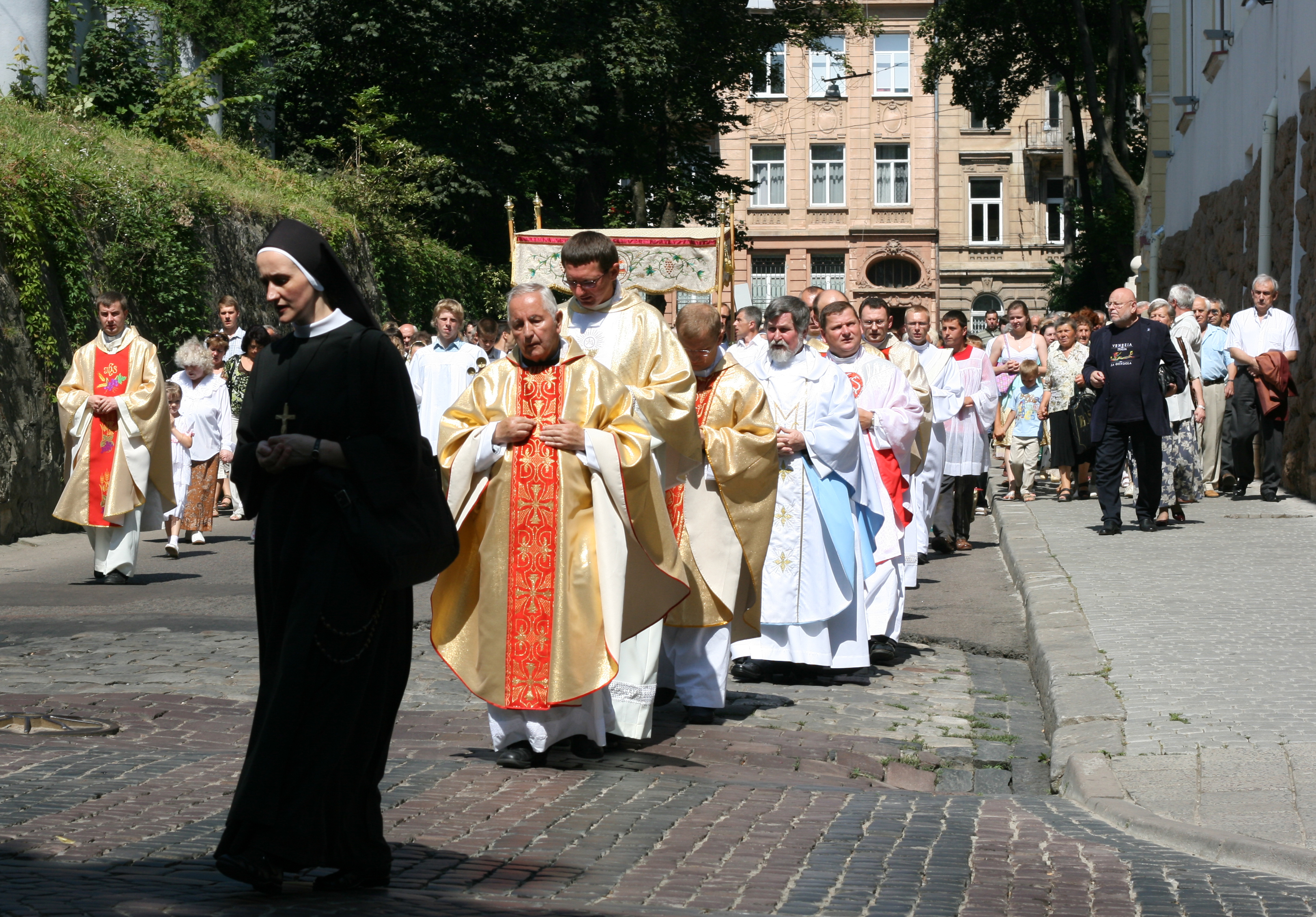
Католики у Львові

Льві́вська архідієце́зія — одна із 7-х територіальних одиниць Римсько-католицької церкви в Україні із центром у Львові.

## Коротка історія
У 1375 році була утворена Галицька архідієцезія.

### Початки
1412 року осідок Галицького латинського архієпископа було перенесено з Галича до Львова.

### Адміністративно-територіальні зміни 18 ст.
На синоді 20-22 травня 1765 року кількість деканатів було збільшено з 7-ми до 12-ти, зокрема, утворено Бучацький деканат. Також утворили 2 нові архідияконати — Галицький, Жовківський.. На 1814 рік існували 12 деканатів: Львівський, Городоцький, Бережанський, Свірзький, Жовківський, Белзький, Бродівський, Буський, Стрийський, Станиславівський, Коломийський і Чернівецький. Кожен деканат налічував 10-20 парафій та капеланій, розташованих переважно у містах, де зосереджувались адміністрації з польськими урядовцями.

### Період після 1945 року

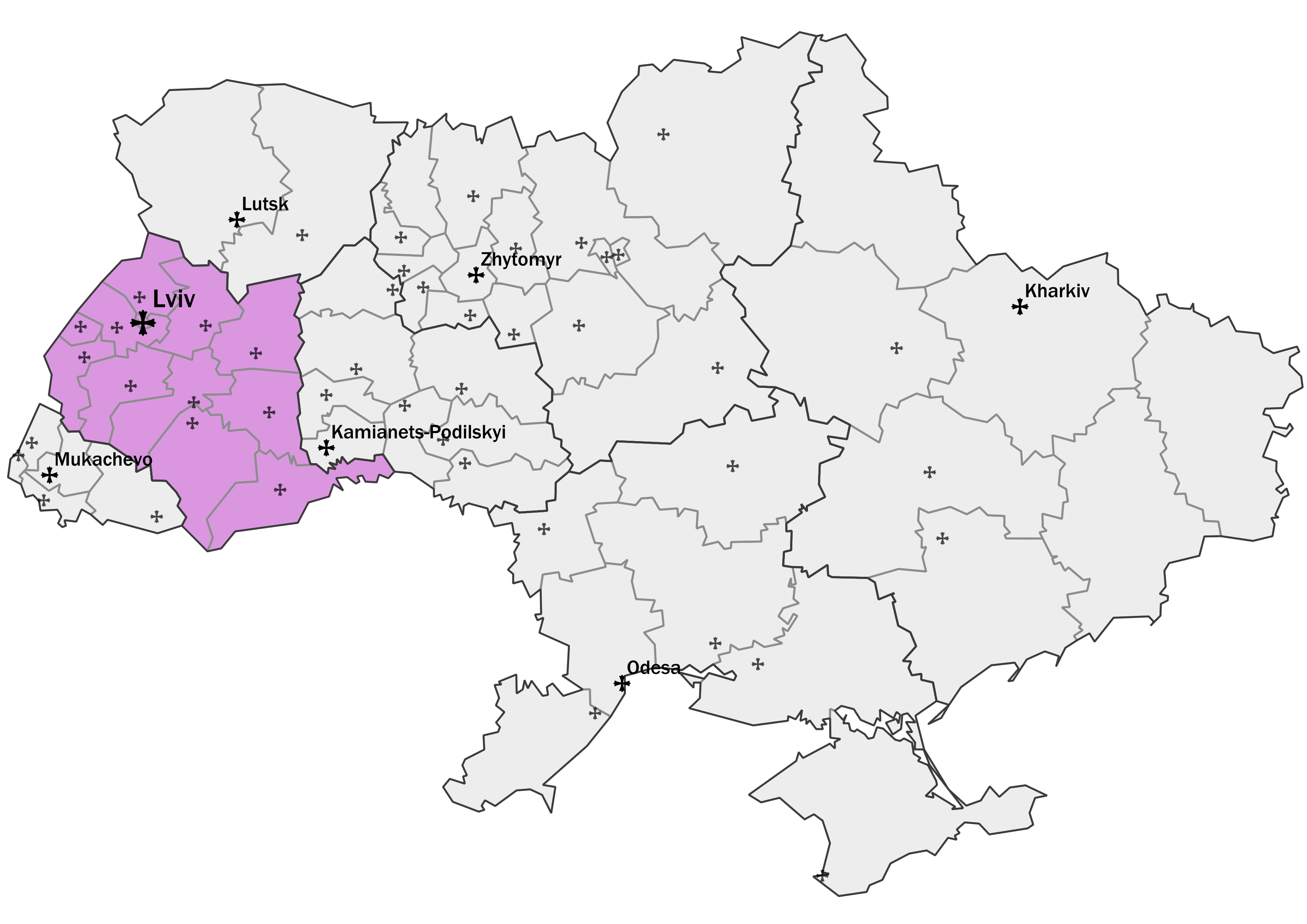
Львівська архідієцезія на мапі України

Після завершення Другої світової війни до УРСР було приєднано 1/3 території тодішньої Перемишльської дієцезії (бл. 7000 км²), де на 1939 рік функціонувало 70 парафій (відповідно 70 парафіяльних та 100 філіальних костелів) об'єднаних в п'ять деканатів (дрогобицький, мостиський, рудецький, самбірський та вишневський). Тут мешкало 197 000 римо-католиків, та працювало 130 дієцезіальних священиків і 52 ченці-священики. Після кількох хвиль обміну населенням, число римо-католиків на цій території суттєво зменшилося, і залишилося бл. 20 священиків. Надалі ці території були приєднані до Львівської архідієцезії. В свою чергу, зважаючи на ворожу до Церкви політику СРСР, Архієпископ Львівський змушений був тимчасово перенести кафедру Архієпископа зі Львова до Любачева, який одночасно і належав до Львівської Архієпархії, натомість був під владою ПНР, а політика влади ПНР була більш лояльної до Католицької Церкви, ніж політика СРСР. Створилася ситуація, при якій частина територій Перемишльської дієцезії була на території УРСР, а частина територій Львівської архідієцезії була на території ПНР. Після проголошення незалежності України Архієпископ Львівський повернув кафедру Архієпископа у Львів, а також відбувся обмін територіями єпархій. Частина територій Львівської архідієцезії, що залишилася на території Польщі була передана Перемишльській дієцезії, а частина територій Перемишльської дієцезії, яка опинилася в Україні - була передана Львівської архідієцезії.

### Після 1991 року
16 січня 1991 року Папа Іван Павло II відновив діяльність Львівської архідієцезії. Вона охопила Волинську, Івано-Франківську, Львівську, Рівненську, Тернопільську та Чернівецьку області, які історично відповідали довоєнним дієцезіям — Львівській (за винятком Любачівської території, яка залишилась у Польщі), Луцькій та частково Перемишльській (Польща) і Ясській (Румунія). Волинська і Рівненська області у 1996 році відійшли до відновленої Луцької дієцезії.
Колишня резиденція львівських митрополитів передана остаточно церкві владою 5 травня 2004 року, частково відремонтована, зараз готується до завершального ремонту.
Львівський архієпископ — митрополит Мокшицький Мечислав (від 21 жовтня 2008).
Єпископ-помічник — Леон Малий (від 4 травня 2002), архієпископ-емерит — кардинал Мар'ян Яворський (кардинал від 28 січня 2001).
На теренах архідієцезії, окрім місцевих і приїжджих світських священиків, працюють представники 12 чоловічих та 22 жіночих Чернечих Чинів і Згромаджень. З 1996 року функціонує семінарія у смт. Брюховичі під Львовом. Благодійну допомогу надають працівники організації Caritas. Архідієцезійні масс-медіа представлені журналом «Радість Віри» та вебсайтом Римсько-католицької церкви в Україні.
2012 року відзначалось 600 років дати перенесення осідку митрополита з Галича до Львова.

## Територіальна структура
Юрисдикція Львівської архідієцезії поширюється на структури Римсько-католицької церкви у Львівській, Івано-Франківській, Тернопільській і Чернівецькій областях, розділених на 11 деканатів:
- Галицький (утворено 2000)
- Золочівський (утворено 1998)
- Жовківський (утворено 1998)
- Івано-Франківський (утворено 1992)
- Львівський (утворено 1992)
- Мостиський (утворено 1992)
- Самбірський (утворено 1994)
- Стрийський (утворено 1992)
- Тернопільський (утворено 1992)
- Чернівецький (утворено 1992)
- Чортківський (утворено 1994)

Територія охоплює площу 68000 км², де розташовані понад 109 парафій (307 костелів та каплиць), які відвідують понад 154000 вірних. 140 священиків виконують душпастирську працю (95 дієцезійних, 45 монаших). Це означає, що наразі кількість римо-католиків у Львівській Архідієцезії є надзвичайно мала, адже на одну парафію повинен припадати один храм, тоді як ситуація із римо-католиками така, що храмів утричі більше, аніж парафій, і багато римо-католицьких храмів просто-таки порожніють через недостатню кількість римо-католиків у регіоні. Ситуація із римо-католиками поволі відновлюється, але це є тривалий процес, адже римо-католицького священника ще слід навчити у семінарії. Окрім того для цього потрібне сприяння місцевої влади, адже через наслідки правління радянської окупаційної атеїстичної влади багато римо-католицьких храмів на жаль перебувають у занедбаному стані. Слід відзначити що у 1992—1996 роках до складу Львівської архідієцезії належали також Волинська та Рівненська області, що у 1992—1993 роках утворювали Волинський деканат. 14.10.1993 його розділили на Луцький і Рівненський, що в 1996 році були об'єднані в Луцьку дієцезію.

## Покровителі
1909 року на прохання архієпископа Юзефа Більчевського папа Пій X проголосив Матір Божу Царицю Польської Корони разом із блаженним Якубом Стрепою покровителями Львівської Архідієцезії. В наші дні цей титул «Матері Божої Цариці Польської Корони» було перейменовано на новий — «Пречиста Діва Марія Милостива».